# 米各庄镇
米各庄镇，是中华人民共和国河北省沧州市河间市下辖的一个乡镇级行政单位。

## 行政区划
米各庄镇下辖以下地区：
米各庄村、留标村、孙行石村、何行石村、田行石村、西高屯村、文屯村、阎屯村、枯树活村、前豆务村、后豆务村、李庄村、大操鲁村、小操鲁村、前榆杭村、后榆杭村、刘店村、希插村、小行羊村、陈庄村、朱庄村、张兴屯村、南留路村、北留路东村、北留路西村、李赵庄村、孙刘庄村、找子营村、马村、大行羊村和张曹村。